# Njassa (Schiff, 1924)
Die Njassa war das letzte Schiff, das die Hamburg-Amerikanische Packetfahrt-Actien-Gesellschaft (Hapag) für ihre Beteiligung am deutschen Afrika-Dienst bauen ließ. Die den deutschen Verkehr mit Afrika beherrschenden Hamburger Reedereien Deutsche Ost-Afrika Linie (DOAL) und Woermann-Linie (WL) verfügten über zwei Schwesterschiffe und drei ähnliche Schiffe. Und die Hapag setzte mit der Tanganjika auch schon ein sehr ähnliches Schiff im Afrika-Dienst ein.
Bei der staatlichen Entflechtung der deutschen Reedereien ab 1934 vercharterte die Hapag ihre beiden Passagierdampfer an die verbleibenden Reedereien für den Afrika-Dienst, ehe sie am 30. Juni 1936 die Schiffe auch an diese verkaufte. Die Njassa kam so an die DOAL.
Am 9. August 1939 übernahm die Kriegsmarine die Njassa schon vor Kriegsbeginn als Wohnschiff. Erst in Kiel, dann in Wilhelmshaven eingesetzt, wurde sie am 30. März 1945 bei einem Bombenangriff schwer getroffen, brannte aus und sank.

Nach Kriegsende wurde das Wrack verschrottet.

## Baugeschichte
Die Njassa war der dritte Passagierdampfer, der von der Hapag im gemeinsamen Afrikadienst mit der Woermann-Linie und der Deutschen Ost-Afrika Linie nach dem Ersten Weltkrieg eingesetzt wurde.
Seit 1907 bestand eine Betriebsgemeinschaft der Hapag mit den Hamburger Afrika-Reedereien Woermann und DOAL. Woermann war durch die Vergrößerung seiner Flotte für die Truppentransporte nach Deutsch-Südwest-Afrika im Zuge des in erhebliche Schwierigkeiten geraten und geriet weiter unter Druck als sich der NDL über die HBAL in das Afrikageschäft drängte. Anders als die DDG Kosmos suchte Woermann nicht den Schutz der Hapag, sondern die Großreederei zwang ihn zur Beteiligung und nahm ihm dabei auch acht Dampfer ab. Alle diese Schiffe gingen im Ersten Weltkrieg verloren.
Nach dem verlorenen Krieg sollte das Reederei-Abfindungs-Gesetz von 1921 einen finanziellen Ausgleich für die Kriegs- und Reparationsverluste schaffen. Die deutschen Reedereien konnten erhebliche Finanzierungsmittel erhalten, wenn sie Neubauten bei deutschen Werften orderten, was einen Schiffbau-Boom auslöste. Die deutschen Afrikalinien orderten u. a. bei Blohm und Voss mit einer Getriebeturbine angetriebene, kombinierte Fracht- und Fahrgastschiffe. Die erste Serie bestand aus den 1921 ausgelieferten Usaramo, Ussukuma (beide DOAL) und der Wangoni (WL). 1922/23 folgten dann noch die Adolph Woermann und die Usambara.
Die Hapag bestellte ebenfalls zwei Neubauten bei Blohm & Voss und setzte darüber hinaus ihr 1921 zurückgekauftes Westindien-Schiff Dania (1905) als Tsad (3927 BRT, 11,5 kn, 30 Fahrgäste I. Klasse, 106 III. Klasse) im Westafrika-Dienst mit den Woermann-Schiffen ein, das allerdings schon 1924 wieder verkauft wurde. Der erste Neubau für die Hapag, die am 4. Oktober 1922 abgelieferte Tanganjika, war fast 10 m länger als die vor ihr ausgelieferten drei Schiffe für die Afrikalinien.
Die als letzte der ersten Kombischiffe am 26. Juni 1924 abgelieferte Njassa war ein Schwesterschiff der zuvor ausgelieferten Adolph Woermann und Usambara und wie diese etwas kürzer. Das 8754 BRT große Schiff wurde von einer Getriebeturbine angetrieben und bot Platz für 285 Fahrgäste. Benannt war es nach der britischen Kolonie Njassaland, dem heutigen Malawi. Eine umfassende Modernisierung des Schiffes fand während ihrer Dienstzeit nicht statt.

## Zivile Dienstzeit
Überraschenderweise machte die Njassa ihre am 15. Juli 1924 beginnende Jungfernfahrt nicht nach Afrika, sondern mit 240 Fahrgästen nach New York. Erst am 4. Oktober erfolgte dann die erste Reise nach Südafrika. Von Beginn ihres Afrikadienstes machte die Njassa alle ihre Reisen unter der Schornsteinmarke der DOAL. Sie wurde auf verschiedenen Linien eingesetzt, die selbst einer permanenten Veränderung unterlagen. So wurden die Rund um Afrika-Linien nach und nach aufgeben und die Restriktionen, ehemalige deutsche Kolonien anzulaufen, aufgegeben. Dazu waren zunehmend auch touristische Ziele von Bedeutung, da die Schiffe des Deutschen Afrikadienstes auch derartige Reisen in ihren Liniendienst einbauten. Auch gab es spezielle Sonderfahrten zum Besuch der ehemals deutschen Kolonien. Eine Modernisierung des Schiffsparks erfolgte im Wesentlichen durch Neubauten von WL und DOAL 1928 (Ubena, Watussi, 9500 BRT) sowie Pretoria und Windhuk (1936/1937, 16662 BRT). Die Hapag verstärkte ihren Anteil 1927 bis 1932 durch die Toledo (ehemals RPD Kigoma der DOAL, 8106 BRT, 300 Passagiere, 1934 abgebrochen).
Ab 1934 begann die "Neuordnung der Schiffahrtslinien" durch die deutsche Reichsregierung, die für die Hapag (und den NDL) die Aufgabe ihrer Anteile an der Deutschen Afrikafahrt bedeutete. Die Hapag vercharterte anfangs ihre zwei Kombischiffe und den Frachter Livadia (1922, 3083 BRT) und musste am 30. Juni 1936 die drei Schiffe verkaufen.
Die Njassa ging in das Eigentum der DOAL.

## Wohnschiff der Kriegsmarine
Schon vor Kriegsbeginn gab die DOAL im August 1939 die nicht benötigte Njassa an die Kriegsmarine als Wohnschiff ab. Erst in Kiel dann in Wilhelmshaven genutzt wurde sie am 30. März 1945 bei einem Bombenangriff schwer getroffen, brannte aus und sank. Kurz nach dem Kriegsende wurde das Wrack beseitigt und verschrottet.

## Schicksal der frühen Afrika-Turbinenschiffe von Blohm & Voss
| Stapellauf in Dienst  | Name               | Tonnage           | BauNr   | Schicksal |
| 2.10.1920 10.03.1921  | Usaramo DOAL       | 7775 BRT 7150 tdw | Nr. 387 | Erster deutscher Passagierschiffsneubau nach dem Ersten Weltkrieg, 17. März 1921 Jungfernreise durch den Sueskanal nach Ostafrika, 31. Juli 1936 Transport erster Einheiten der Legion Condor von Hamburg nach Cádiz, September 1939 auf der Heimreise in Vigo Zuflucht gesucht, ab Oktober 1940 Wohnschiff der Kriegsmarine in Bordeaux, am 10. Dezember 1940 durch Luftangriff gesunken, wieder gehoben und repariert, am 25. August 1944 erneut durch Luftangriff in der Gironde versenkt, nach Kriegsende gehoben und verschrottet. |
| 30.12.1920 9.07.1921  | Ussukuma DOAL      | 7765 BRT 7280 tdw | Nr. 389 | 1921 Jungfernfahrt durch den Suezkanal nach Ostafrika, 13. Oktober 1939 aus Lourenco Marques in Bahía Blanca eingetroffen, am 5. Dezember 1939 Versuch der Verlegung nach Montevideo, durch den Leichten Kreuzer Ajax gestellt und vor der Aufbringung selbst versenkt. |
| 22.03.1921 8.09.1921  | Wangoni WL         | 7768 BRT 7328 tdw | Nr. 391 | 15. September 1921 Jungfernreise nach Westafrika, im September 1939 in Vigo Zuflucht gesucht, Blockadedurchbruch bis zum 1. März 1940 nach Hamburg, ab Juni 1940 Wohnschiff der Kriegsmarine in Swinemünde und Gotenhafen, ab März 1945 Verwundetentransporter in der Ostsee, 19. März 1946 Ablieferung an Sowjetunion, in Rostock generalüberholt, als Tschukotka (Чукотка) bis 1967 in Dienst. |
| 1.06.1922 4.10.1922   | Tanganjika Hapag   | 8540 BRT 7720 tdw | Nr. 459 | 15. Oktober 1922 Jungfernfahrt nach Kapstadt und Ostafrika, 30. Juni 1936 Verkauf an WL, 19. April 1939 an Kriegsmarine als Wohnschiff in Kiel, dann Wilhelmshaven, dort 1942 durch Luftangriff gesunken, wieder gehoben und repariert, am 4. November 1943 nach Luftangriff ausgebrannt, im August 1947 nach Dover und verschrottet. |
| 15.06.1922 16.11.1922 | Adolph Woermann WL | 8577 BRT 8210 tdw | Nr. 395 | Schwesterschiff der Njassa, 25. Mai 1923 Jungfernreise nach Westafrika, am 16. November 1939 aus Lobito ausgelaufen, wird das Schiff am 22. nahe Ascension vom Leichten Kreuzer Neptune gestellt und vor der Aufbringung selbst versenkt. |
| 30.08.1922 7.04.1923  | Usambara DOAL      | 8690 BRT 7860 tdw | Nr. 397 | Schwesterschiff der Njassa, 17. April 1923 Jungfernreise Rund um Afrika über den Suezkanal um die Ostküste Afrikas, ab Oktober 1939 Wohnschiff der Kriegsmarine, ab 6. Januar 1944 Unterkunft der 4. U-Flottille in Stettin, am 11. April 1944 nach Bombentreffer ausgebrannt, durch weiteren Bombentreffer am 20. März 1945 versenkt, nach Kriegsende gehoben und verschrottet. |